# Думбай, Виталий Николаевич
Виталий Николаевич Думбай (3 октября 1943 года ― 16 мая 2016 года) ― учёный, кандидат биологических наук, профессор. Заслуженный работник высшей школы Российской Федерации.

## Биография
Виталий Николаевич родился 3 октября 1943 года. В 1966 году В. Н. Думбай окончил Ростовский медицинский институт. Поступил в аспирантуру (1966) в Ростовский государственный университет на кафедру физиологии человека и животных. В 1971 году защитил кандидатскую диссертацию «О возможной роли А-нейронов в функциональной организации зрительной коры».
Виталий Николаевич Думбай большую часть жизни отдал Ростовскому государственному университету. С 1970 года начало преподавательской деятельности, работал на кафедре физиологии человека и животных ― ассистентом, старшим преподавателем, доцентом. С 1995 года В. П. Думбай работал профессором. В 1998 году Виталию Николаевичу присвоено учёное звание ― профессор.
1989―2004 ― декан биолого-почвенного факультета Ростовского государственного университета.
Умер Виталий Николаевич Думбай 16 мая 2016 года.

## Научная деятельность
Является автором около 150 научных работ, в том числе монографии, учебные пособия для студентов, рекомендованные Минобразованием для студентов вузов. Автор статей в отечественных и зарубежных журналах. Имеет 5 авторских свидетельств на изобретение. Виталий Николаевич подготовил 4 кандидатов наук.

### Основные направления научной работы
- Изучение нейронных механизмов зрения;
- Психофизиологические аспекты деятельности человека-оператора;
- Проблемы утомления и психо-эмоционального напряжения человека в процессе трудовой деятельности;
- Возрастная психофизиология.

### Научные труды
- Исследование межнейронных связей по реакции одного нейрона на микрополяризацию другого //Физиол. журн. СССР, т. 57, N 4, 1971.
- Динамика изменений в альфа-активности ЭЭГ при развитии утомления человека-оператора //Физиология человека, т.6, N 4, 1980.
- Отражение в спектральных характеристиках ЭЭГ уровня нервно-эмоционального напряжения //Успехи физиол.наук, N 1, 1994.
- The dynamic of interhemispherrical asymmetry of cortex under psy-choemotional stress //Brain Res. Assoc. Abstr., V. 12, p. XX, Oxford, 1995.
- Физиология центральной нервной системы. Учебное пособие с грифом Минвуза РФ. Ростов-на-Дону, изд. РГУ, 1995, второе из-дание ― в 2000 г., третье издание ― в 2006 г.
- Основы физиологии труда. Учебное пособие с грифом Минвуза РФ. Ростов-на-Дону, изд. РГУ, 1996.
- Особенности электрической активности мозга школьников в раз-личные годы обучения в начальной школе //Валеология, N 2, 2005.
- Физиология труда. Глоссарий. Учебное пособие. Ростов-на-Дону, Изд. РГУ, 2006. ― 113 с.
- Анатомия человека. Материалы для самостоятельной работы. Учебное пособие. Ростов-на-Дону, Изд . ЮФУ, 2009. ― 156 с.
- Начала нейрофизиологии. Учебное пособие. Ростов-на-Дону, Изд. ЮФУ, 2010. ― 196 с.
- Сто вопросов по анатомии человека. Уч. пособие. Ростов-на Дону, Изд. ЮФУ, 2012. ― 106 с.
- Онтогенез эндокринной системы. Уч. пособие. Ростов-на-Дону, Изд. ЮФУ, 2013. ― 108 с.

## Награды и звания
- Заслуженный работник высшей школы Российской Федерации;
- «Почётный работник Министерства образования Российской Федерации»;
- Профессор (1998).